# Elymnias cybele
Elymnias cybele är en fjärilsart som beskrevs av Felder 1860. Elymnias cybele ingår i släktet Elymnias och familjen praktfjärilar. Inga underarter finns listade i Catalogue of Life.